# لويس دي فيلاسكو
لويس دي فيلاسكو (بالإسبانية: Luis de Velasco y Ruiz de Alarcón)‏ (و. 1511 – 1564 م) هو سياسي إسباني، توفي في مدينة مكسيكو، عن عمر يناهز ال 53 عاماً.

## مناصب
تولى منصب Viceroy of New Spain ‏ (25 نوفمبر 1550–31 يوليو 1564).